# Idiocera (Idiocera) punctata
Idiocera (Idiocera) punctata is een tweevleugelige uit de familie steltmuggen (Limoniidae). De soort komt voor in het Palearctisch gebied.